# Steven Bryce
Steven Bryce Valerio (San José, 16 de agosto de 1977) es un exfutbolista costarricense. Se desempeñó como mediocampista y militó en diversos clubes de Costa Rica, Honduras, Grecia, Chipre y Australia.

## Clubes
| Club               | País       | Año         | Partidos | Goles |
| ------------------ | ---------- | ----------- | -------- | ----- |
| AD Goicoechea      | Costa Rica | 1996 - 1997 | 26       | 5     |
| Saprissa           | Costa Rica | 1997 - 2000 | 127      | 39    |
| Alajuelense        | Costa Rica | 2000 - 2005 | 211      | 43    |
| Anorthosis         | Chipre     | 2005        | 7        | 1     |
| OFI Creta          | Grecia     | 2006        | 26       | 0     |
| Brujas FC          | Costa Rica | 2006        | 11       | 1     |
| Marathón           | Honduras   | 2007        | 26       | 10    |
| Motagua            | Honduras   | 2007 - 2008 | 15       | 1     |
| Alajuelense        | Costa Rica | 2008        | 0        | 0     |
| Club de Fútbol UCR | Costa Rica | 2009        | 14       | 1     |
| Brisbane Roar      | Australia  | 2010        | 4        | 0     |

## Palmarés

### Títulos nacionales
| Título                         | Equipo                     | País       | Año  |
| ------------------------------ | -------------------------- | ---------- | ---- |
| Primera División de Costa Rica | Deportivo Saprissa         | Costa Rica | 1998 |
| Primera División de Costa Rica | Deportivo Saprissa         | Costa Rica | 1999 |
| Primera División de Costa Rica | Liga Deportiva Alajuelense | Costa Rica | 2000 |
| Primera División de Costa Rica | Liga Deportiva Alajuelense | Costa Rica | 2001 |
| Primera División de Costa Rica | Liga Deportiva Alajuelense | Costa Rica | 2002 |
| Primera División de Costa Rica | Liga Deportiva Alajuelense | Costa Rica | 2003 |
| Primera División de Costa Rica | Liga Deportiva Alajuelense | Costa Rica | 2005 |

### Títulos internacionales
| Título                           | Equipo                     | Sede                                    | Año  |
| -------------------------------- | -------------------------- | --------------------------------------- | ---- |
| Torneo Grandes de Centroamérica  | Deportivo Saprissa         | Centroamérica                           | 1998 |
| Copa Centroamericana             | Selección de Costa Rica    | Costa Rica                              | 1999 |
| Copa Interclubes de la Uncaf     | Liga Deportiva Alajuelense | Costa Rica                              | 2002 |
| Copa Centroamericana             | Selección de Costa Rica    | Panamá                                  | 2003 |
| Liga de Campeones de la Concacaf | L. D. Alajuelense          | Norteamérica, Centroamérica y el Caribe | 2004 |

## Selección nacional
Fue internacional con la Selección de fútbol de Costa Rica; donde ha jugado 73 partidos internacionales y ha 9 anotado goles por dicho seleccionado. Incluso participó con su selección, en una Copa Mundial. La primera edición en que estuvo presente, fue la de Corea del Sur-Japón 2002, donde su selección quedó eliminado, en la primera fase del mundial asiático.